# Jorge Ferreira da Silva
Jorge Ferreira da Silva, beter bekend onder zijn spelersnaam Palhinha (Carangola, 14 december 1967) is een voormalig Braziliaans profvoetballer.

## Biografie
Palhinha begon zijn carrière bij América Mineiro en maakte in 1992 de overstap naar het grote São Paulo. De club beleefde in deze tijd een gouden periode en na het winnen van het Campeonato Paulista won de club dat jaar nog de Copa Libertadores en de intercontinentale beker. Ook het volgende seizoen won de club deze laatste twee prijzen en in de finale van de intercontinentale beker scoorde Palhinha de openingsgoal tegen AC Milan. São Paulo kon in deze jaren evenwel niet de landstitel binnen halen. Met zijn volgende club Cruzeiro won hij in 1997 ook de Copa Libertadores. Hierna speelde hij nog voor vele clubs. In 2001 won hij met het Peruviaanse Alianza Lima de titel. In 2006 beëindigde hij zijn carrière. 
Van 1992 tot 1993 speelde hij 16 keer voor het nationale elftal.